# 라지 찬드라 보스
라지 찬드라 보스(힌디어: राज चन्द्र बसु IPA: [raːd͡ʒ t͡ʃəndrə bəsʊ], 우르두어: راج چندر بوس, 벵골어: রাজ চন্দ্র বসু IPA: [rad͡ʒ t͡ʃɔndrɔ bɔsu], 영어: Raj Chandra Bose, 1901~1987)는 인도 태생의 수학자이다. 결합 도식의 개념을 도입하였으며, 블록 부호의 이론 및 그래프 이론과 조합론 · 통계학에 기여하였다.

## 학력
- 1914년~1917년: 로탁 고등학교 (졸업)
- 1917년~1919년: 힌두 대학
- 1919년~1922년: 펀자브 대학교 (학사)
- 1924년~1927년: 콜카타 대학교 (석사)

## 생애
1901년 6월 19일 인도 마디아프라데시 주 호샹가바드(영어: Hoshangabad, 힌디어: होशंगाबाद)에서 5남매 가운데 장남으로 태어났다. 아버지는 의사였다. 1918년에 어머니를 인플루엔자로 인하여 여의었으며, 1919년에 아버지 역시 여의었다.
콜카타 대학교에 입학하여, 수학 석사 학위를 취득하였다. 이후 콜카타 대학교의 한 부속 대학인 아수토시 대학(영어: Asutosh College)에서 강사로 일했다.
1931년에 콜카타에서 신설된 인도 통계학 연구소(영어: Indian Statistical Institute, 벵골어: ইন্ডিয়ান স্ট্যাটিস্টিক্যাল ইনস্টিটিউট)의 연구원이 되었으며, 1935년에 정회원이 되었다. 1940년에 콜카타 대학교 교수가 되었다. 1945년에 통계학부 학장이 되었으나, 대학 측에서는 그가 박사 학위를 취득하여야 한다고 말했다. 이 때문에 보스는 1947년에 공식적으로 박사 학위를 취득하였다.
1949년에 노스캐롤라이나 대학교 채플힐의 교수가 되었다. 1970년에 은퇴하였으며, 이후 콜로라도 주립 대학교의 교수가 되었다. 1980년에 여기서 은퇴하였다.
두 명의 딸을 두었다. 1987년 10월 31일에 포트콜린스에서 사망하였다.

## 같이 보기
- 결합 도식
- 블록 설계
- 실험계획법

## 참고 문헌
- Draper, Norman R. (1990). “Obituary: Raj Chandra Bose”. 《Journal of the Royal Statistical Society. Series A: Statistics in Society》 (영어) 153 (1): 98–99. JSTOR 2983099.